# Elenco degli stadi nazionali

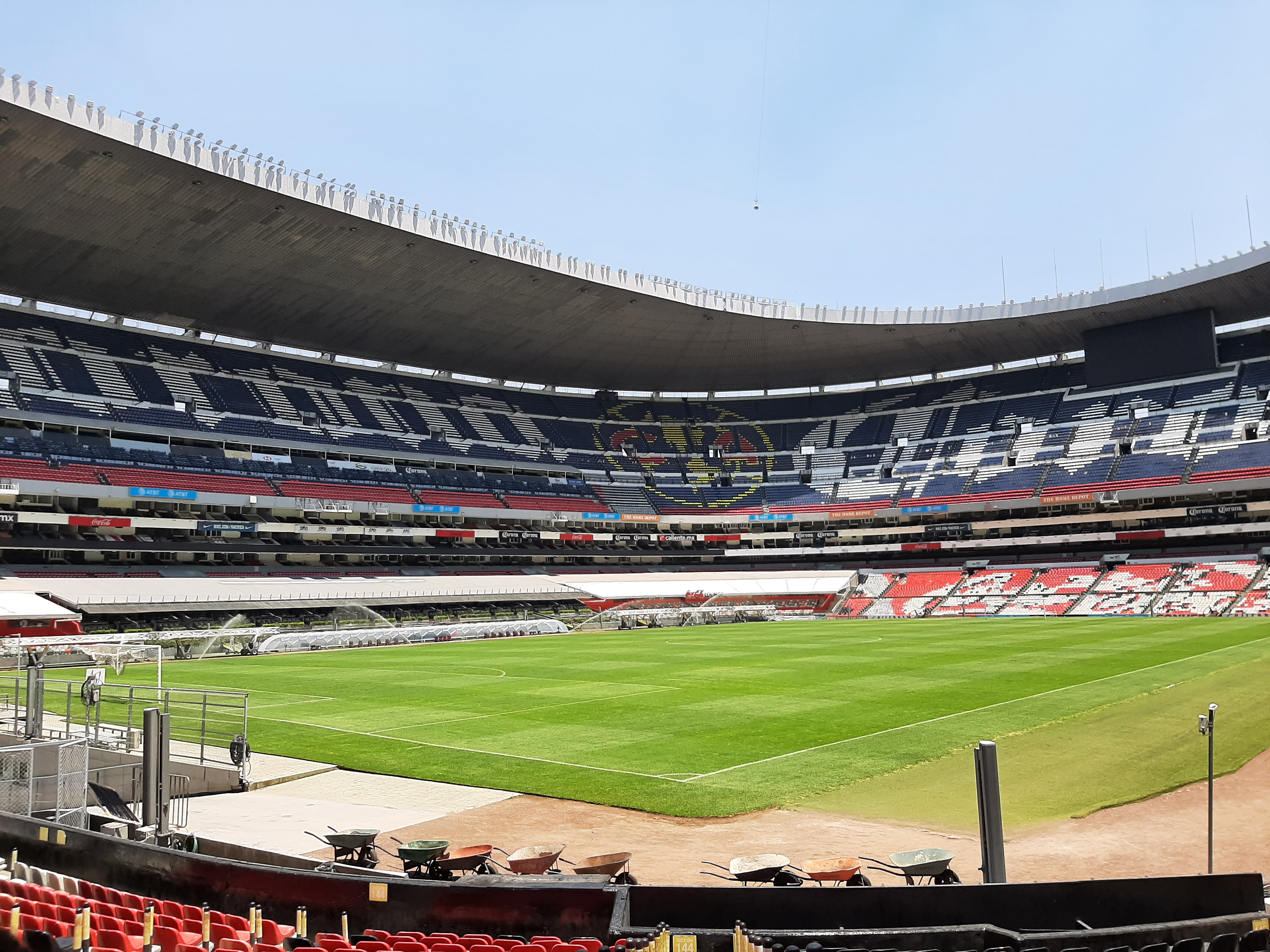
Lo Stadio Azteca in Messico.

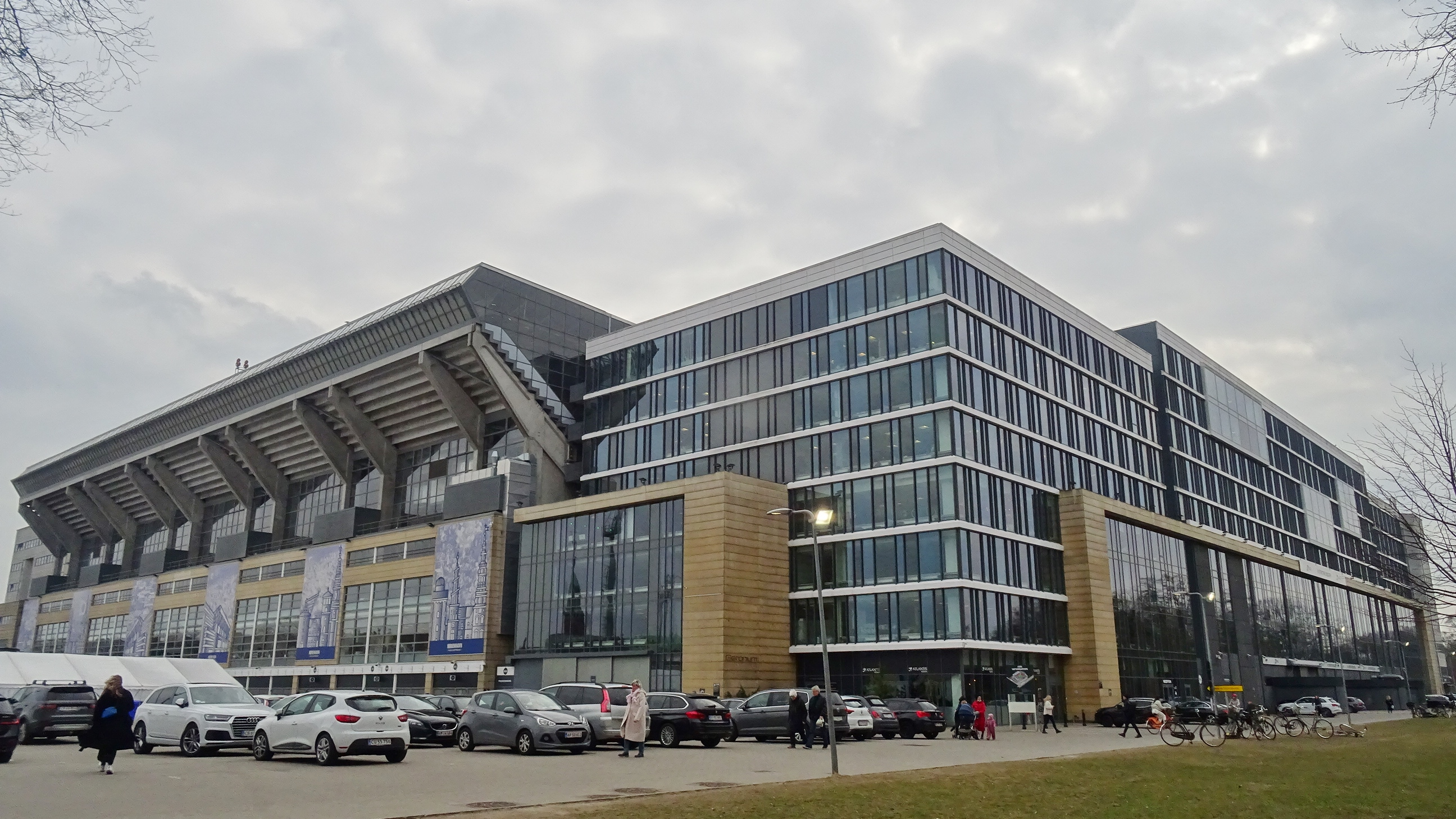
Parken in Danimarca.

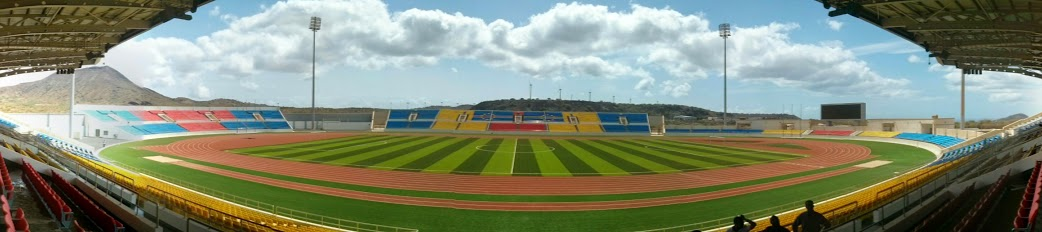
L'Estádio Nacional de Cabo Verde a Capo Verde.

Molti paesi hanno uno stadio sportivo nazionale, che in genere funge da sede principale o esclusiva per una o più rappresentative nazionali sportive di un paese, anche se il termine è usato più comunemente in riferimento a uno stadio di calcio. Generalmente, uno stadio nazionale si trova nella capitale o nella città più grande di un paese o nelle sue immediate vicinanze, risultando essere spesso anche l'impianto sportivo più grande e lussuoso del paese, con una ricca storia di eventi sportivi importanti (come ad esempio, la Coppa del Mondo FIFA, le Olimpiadi, ecc.). In molti casi, ma non in tutti, viene anche utilizzato da una squadra locale.
Molti paesi, tra cui Spagna e Stati Uniti, non hanno uno stadio nazionale designato come tale e le partite vengono giocate a rotazione in tutto il paese. L'assenza di uno stadio nazionale può essere vista come un vantaggio, poiché designare un singolo stadio limiterebbe la base di tifosi in grado di assistere realisticamente alle partite, oltre alla preoccupazione per i costi di trasporto, soprattutto nel caso degli Stati Uniti, a causa delle sue dimensioni geografiche e dell'elevata popolazione.
Di seguito l'elenco degli stadi nazionali:

## Afghanistan
- Stadio internazionale di cricket Ghazi Amanullah (cricket)
- Stadio Nazionale (calcio)

## Albania
- Arena Kombëtare

## Algeria
- Stadio 5 luglio 1962 (calcio)

## Samoa Americane
- Stadio commemorativo dei veterani (calcio)

## Andorra
- Estadi Nacional (calcio e rugby a 15)
- Estadi Comunal d'Andorra la Vella (calcio)
- Poliesportiu d'Andorra (basket e hockey su pista)

## Angola
- Estádio 11 de Novembro (calcio)

## Antigua e Barbuda
- Antigua Recreation Ground (cricket e calcio)

## Argentina
- Estadio Mary Terán de Weiss (basket e tennis)
- Estadio Nacional de Hockey (hockey su prato)
- Campo Argentino de Polo (polo)
- CeNARD (atletica)
- Estadio José Amalfitani, noto anche come Vélez Sársfield (rugby a 15): sebbene la nazionale giochi i test match in diverse sedi in tutto il paese, la maggior parte delle partite casalinghe contro le squadre del Sei Nazioni e del Rugby Championship si svolgono qui.

## Armenia
- Stadio Hrazdan (calcio)
- Stadio repubblicano Vazgen Sargsyan (calcio)

## Aruba
- Stadio Trinidad (calcio e atletica)

## Australia
L'Australia non ha ufficialmente uno stadio nazionale. I due più grandi del paese, che ospitano gli eventi nazionali e internazionali più importanti, sono:
- Melbourne Cricket Ground (Melbourne) – utilizzato principalmente per il cricket e il football australiano, ha ospitato in particolare le Olimpiadi estive del 1956 (cerimonie di apertura e chiusura), le finali della Coppa del mondo di cricket del 1992 e del 2015 e i Giochi del Commonwealth del 2006 (cerimonie di apertura e chiusura).
- Stadium Australia (Sydney) – utilizzato principalmente per il rugby a 13, il rugby a 15 e il calcio, ha ospitato in particolare le Olimpiadi estive del 2000 (cerimonie di apertura e chiusura), la finale della Coppa del mondo di rugby del 2003 e la finale della Coppa del mondo femminile FIFA del 2023.

## Austria
- Stadio Ernst Happel (calcio)

## Azerbaigian
- Stadio nazionale di Baku (calcio)

## Bahamas
- Stadio Thomas Robinson (calcio e atletica)

## Bahrein
- Stadio nazionale del Bahrein (calcio)

## Bangladesh
- Stadio Nazionale di Dhaka (calcio e atletica)
- Stadio nazionale di cricket Sher-e-Bangla (cricket)

## Barbados
- Centro acquatico (nuoto artistico, nuoto e pallanuoto)
- Stadio nazionale delle Barbados (calcio, atletica leggera "su pista e pedane")

## Bielorussia
- Stadio Dinamo (calcio e atletica)
- Stadio nazionale di calcio (calcio)

## Belgio
- Stadio Re Baldovino (calcio e atletica)

## Belize
- Stadio FFB (calcio)

## Benin
- Stade de l'Amitié (calcio)

## Bermuda
- Stadio nazionale delle Bermuda (calcio, rugby a 15, atletica e cricket)

## Bhutan
- Stadio Changlimithang (calcio e tiro con l'arco)

## Bolivia
- Estadio Hernando Siles (calcio e atletica)

## Bosnia ed Erzegovina
- Stadio Bilino Polje
- Stadio Olimpico di Koševo

## Botswana
- Stadio nazionale del Botswana (calcio)

## Brasile
Il Brasile non ha ufficialmente uno stadio nazionale. La maggior parte delle partite di calcio si svolgono comunemente in diverse sedi. Tuttavia, durante la ricostruzione per la Coppa del Mondo FIFA 2014, essendo lo stadio più grande della capitale e del paese, il nome Estádio Nacional (in portoghese "Stadio Nazionale") è stato aggiunto al vecchio stadio Mané Garrincha, facendo diventare il nome ufficiale Estádio Nacional de Brasília Mané Garrincha, sebbene non svolga la funzione di stadio nazionale a sé stante. I due più grandi del paese, che ospitano gli eventi nazionali e internazionali più importanti, sono:
- Estádio do Maracanã (calcio); la nazionale di calcio brasiliana gioca la maggior parte delle sue partite più importanti al Maracanã a Rio de Janeiro e l'impianto ha ospitato numerose partite della Coppa del Mondo e Coppa America nel corso della sua storia, comprese le due finali della Coppa del Mondo che il Brasile ha ospitato (1950 e 2014).
- Ginásio do Maracanãzinho (calcio a 5, pallavolo e basket)

## Brunei Darussalam
- Stadio Sultan Hassanal Bolkiah (calcio)

## Bulgaria
- Stadio nazionale Vasil Levski (calcio e atletica)

## Burkina Faso
- Stade du 4-Août (calcio)

## Burundi
- Stadio Intwari (calcio)

## Cambogia
- Stadio Olimpico Nazionale di Phnom Penh (calcio e atletica)
- Stadio nazionale Morodok Techo (calcio e atletica)

## Camerun
- Stade Ahmadou Ahidjo (calcio e atletica)

## Canada
Il Canada non ha uno stadio/arena nazionale per l'hockey su ghiaccio, per il football canadese o il lacrosse, tutti sport tipici della cultura canadese; le partite delle squadre giocali si giocano in diverse sedi in tutto il paese.
- Stadio Sobeys e Stade IGA (tennis)
- BC Place (calcio e rugby a 15). Sebbene un rapporto della FIFA del 2007 si riferisse al BMO Field come stadio nazionale canadese[1],per il campo coperto che ne permette l'utilizzo tutto l'anno e la maggiore capienza rispetto agli altri, molti importanti eventi calcistici si svolgono lì, come la finale della Coppa del Mondo femminile FIFA 2015; allo stesso modo, sebbene la nazionale di rugby non abbia uno stadio ufficiale, la maggior parte delle partite si svolgono tra il BC Place e il BMO Field.
- BMO Field (calcio e rugby a 15)
- Stadio Lamport (rugby a 13)
- Maple Leaf Cricket Club (cricket)
- Rogers Centre (baseball)
- Scotiabank Arena (basket)

Prima della confederazione con il Canada, il Dominion di Terranova utilizzava il King George V Park come suo stadio nazionale.

## Capo Verde
- Estádio Nacional de Cabo Verde (calcio)

## Repubblica Centrafricana
- Stadio Barthélemy Boganda (calcio)

## Chad
- Stadio Idriss Mahamat Ouya (calcio)

## Chile
- Estadio Nacional Julio Martínez Prádanos (calcio)
- Court Central Anita Lizana (tennis)

## Cina
La nazionale di calcio cinese non ha uno stadio nazionale. La maggior parte delle partite, tranne le competizioni più importanti, si svolgono in sedi alternative in tutto il paese.
- Stadio nazionale di Pechino (atletica)
- Centro Nazionale Tennis (tennis)

## Colombia
- Estadio Metropolitano Roberto Meléndez (calcio) [2]

## Comore
- Stade Said Mohamed Cheikh (calcio)

## Repubblica Democratica del Congo
- Stade des Martyrs (calcio e atletica)

## Repubblica del Congo
- Stade Alphonse Massemba-Débat (calcio)

## Isole Cook
- Stadio Avarua Tereora (calcio e rugby a 15)

## Costa Rica
- Estadio Nacional de Costa Rica (calcio e atletica leggera)

## Croazia
Non esiste uno stadio nazionale ufficiale. I due stadi seguenti sono i più grandi e ospitano più comunemente eventi internazionali:
- Stadio Maksimir
- Stadio Poljud

## Cuba
- Stadio Latinoamericano (baseball)

## Cipro
- Stadio GSP (calcio)

## Repubblica Ceca
- Stadio Strahov (sokol)
- Stadio Sinobo (calcio)
- O2 Arena (hockey su ghiaccio)

## Danimarca
- Stadio Parken (calcio)
- Royal Arena (pallamano e hockey su ghiaccio)
- Svanholm Park (cricket)

## Gibuti
- Stade du Ville (calcio)

## Dominica
- Windsor Park (cricket e calcio)

## Repubblica Dominicana
- Estadio Olímpico Félix Sánchez (atletica e calcio)
- Estadio Quisqueya (baseball)

## Timor Est
- Stadio Nazionale (calcio)

## Ecuador
- Estadio Olímpico Atahualpa (calcio e atletica)

## Egitto
- Stadio Borg El Arab (calcio)
- Stadio Internazionale del Cairo (calcio e atletica)
- Stadio Misr (calcio e atletica)

## El Salvador
- Stadio Cuscatlán (calcio)

## Guinea Equatoriale
- Stadio Malabo (calcio)

## Eritrea
- Stadio Cicero (calcio)

## Estonia
- Stadio Kadriorg (atletica leggera)
- Stadio Lilleküla (calcio) [3]

## Eswatini
- Stadio nazionale di Somhlolo (calcio)

## Etiopia
- Stadio di Addis Abeba (calcio)
- Stadio Bahir Dar (calcio)

## Isole Faroe
- Tórsvøllur (calcio)

## Figi
- Stadio HFC Bank (calcio e rugby a 15)
- Centro nazionale di hockey (hockey su prato)

## Finlandia
- Stadio Olimpico di Helsinki (calcio e atletica)
- Hartwall Areena (hockey su ghiaccio)

## Francia
- Stade de France (calcio, rugby a 15 e atletica)
  - Nel caso del rugby, la squadra nazionale gioca i test match in tutto il paese, ma per le partite del Sei Nazioni utilizza esclusivamente lo Stade de France.

## Gabon
- Stade d'Angondjé (calcio)

## Gambia
- Stadio dell'Indipendenza (calcio)

## Georgia
- Boris Paichadze Dinamo Arena (calcio e rugby a 15)

## Germania
- La nazionale di calcio tedesca gioca solitamente in diversi stadi in tutto il paese. Tuttavia, la sede della finale di Coppa di Germania è l'Olympiastadion di Berlino. Essendo uno stadio polivalente, l'Olympiastadion di Berlino ospita anche competizioni internazionali di atletica e altri eventi. Tuttavia, l' Olympiastadion di Monaco è stato utilizzato per le finali di competizioni calcistiche internazionali tenutesi durante la tarda era della Germania Ovest, come quelle di Coppa del Mondo FIFA del 1974 e degli Europei UEFA del 1988.
- Lanxess Arena (pallamano e hockey su ghiaccio)
- Mercedes-Benz Arena (basket)
- Gerry Weber Stadion (tennis)
- Warsteiner HockeyPark (hockey su prato)
- Fritz-Grunebaum-Sportpark (rugby a 15)

## Ghana
- Stadio Ohene Djan (calcio)

## Grecia
- Stadio Olimpico (calcio e atletica)
- OACA Olympic Indoor Hall (basket)

## Groenlandia
- Stadio di Nuuk (calcio)
- Nuovo Stadio Nazionale (proposto)

## Grenada
- Stadio atletico Kirani James (calcio e atletica)
- Queen's Park (cricket)

## Guatemala
- Estadio Doroteo Guamuch Flores (calcio e atletica leggera)

## Guinea
- Stadio 28 settembre (calcio)

## Guinea-Bissau
- Estádio 24 de Setembro (calcio)

## Guyana
- Bourda (cricket)

## Haiti
- Stadio Sylvio Cator (calcio)

## Honduras
- Estadio Olímpico Metropolitano (calcio e atletica leggera)
- Estadio Nacional Chelato Uclés (calcio)

## Hong Kong
- Stadio dell'Hong Kong Football Club (rugby a 15)
- Hong Kong Stadium (calcio) – ha ospitato la prima Coppa d'Asia AFC nel 1956 e i Giochi dell'Asia orientale nel 2009.
- Parco sportivo Kai Tak (calcio e rugby a 7)

## Ungheria
- Puskás Aréna (calcio)

## Islanda
- Laugardalsvöllur (calcio)

## India
Sia la squadra nazionale indiana di cricket che la nazionale di calcio indiana giocano le loro partite in molti stadi diversi.
- Stadio Jawaharlal Nehru (atletica)
- Stadio nazionale Major Dhyan Chand (hockey su prato)

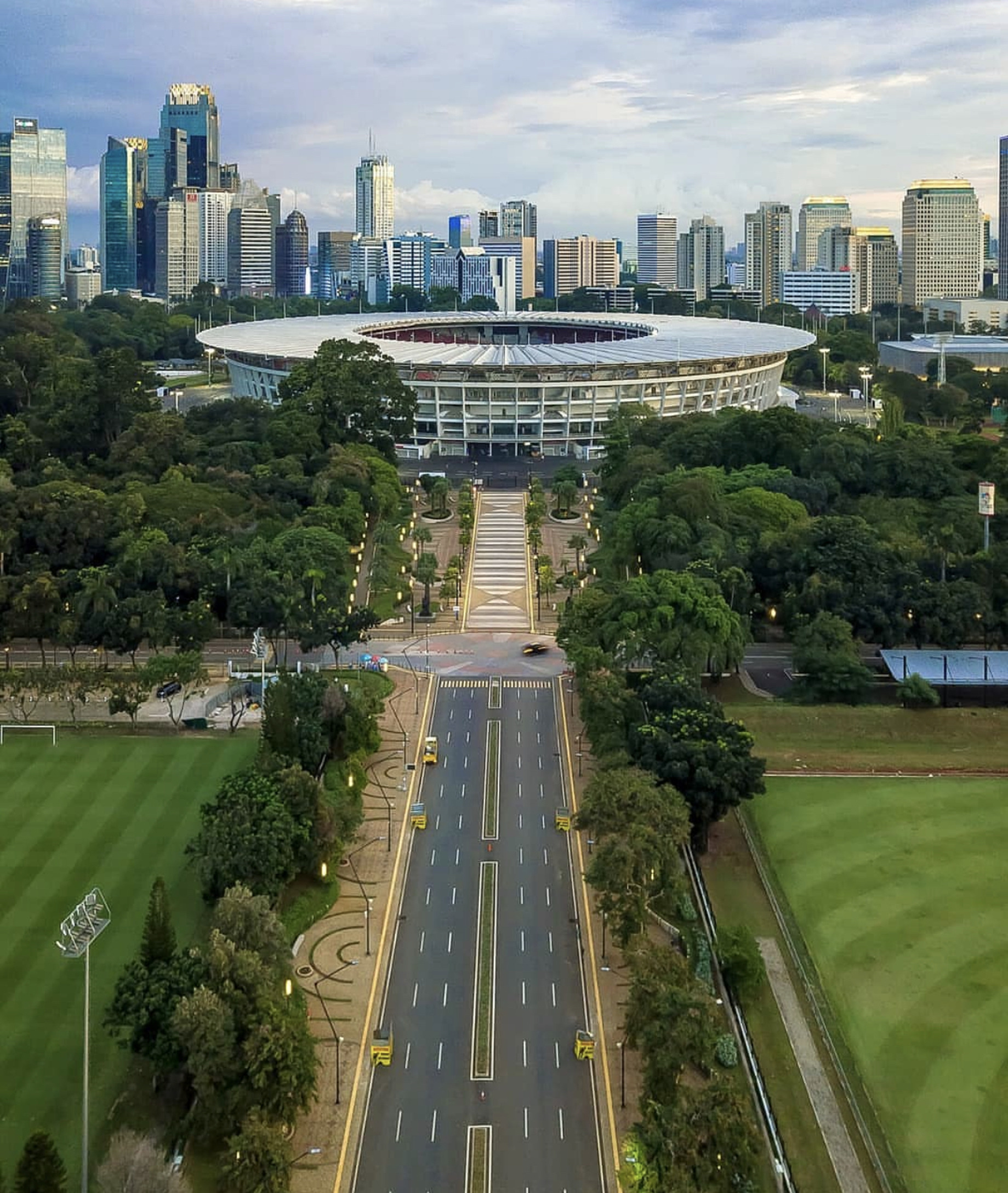
Stadio Gelora Bung Karno

## Indonesia
- Complesso sportivo Gelora Bung Karno
  - Stadio Gelora Bung Karno (calcio e atletica leggera)
  - Stadio Gelora Bung Karno Madya (calcio)
  - Istora Gelora Bung Karno (badminton)
  - Indonesia Arena (basket e calcio a 5)
  - Stadio acquatico Gelora Bung Karno (sport acquatici)

## l'Iran
- Stadio Azadi

## Iraq
- Stadio Internazionale di Bassora

## Irlanda
Questa sezione include gli stadi nazionali per gli sport gestiti dagli organismi che rappresentano la Repubblica d'Irlanda e l'All-Ireland. Consultare la sezione dedicata all'Irlanda del Nord per i restanti stadi nazionali irlandesi.
- Stadio Aviva (calcio e rugby a 15)
- Croke Park (calcio gaelico e hurling)
- Stadio Morton (atletica)
- Stadio Nazionale (pugilato)
- National Basketball Arena (basket)

Note I seguenti luoghi sono "arene sportive nazionali designate" ai sensi della Sezione 21 dell'Intoxicating Liquor Act 2003 (che regola la vendita di alcolici negli impianti sportivi): National Stadium, Croke Park, Semple Stadium, Royal Dublin Society, Aviva Stadium, Thomond Park.

## Israele
- Stadio Bloomfield, Tel Aviv (calcio)
- Stadio Teddy, Gerusalemme (calcio)
- Stadio Sammy Ofer, Haifa (calcio)
- Stadio Netanya, Netanya (calcio)
- Turner Stadium, Be'er Sheva (calcio)
- Menora Mivtachim Arena, Tel Aviv (basket)
- Drive in Arena, Tel Aviv (basket e judo)
- Pais Arena, Gerusalemme (judo)
- Stadio Canada, Ramat HaSharon (tennis)

## Italia
- La nazionale di calcio italiana gioca solitamente in stadi diversi in tutto il Paese.
- Stadio Olimpico (olimpiadi e rugby a 15)
  - Nel caso del rugby a 15, la nazionale gioca partite in tutto il Paese, ma dal 2012 utilizza lo Stadio Olimpico per tutte le partite casalinghe del Sei Nazioni. In precedenza, lo Stadio Flaminio aveva lo stesso scopo.
- PalaLottomatica, il Mediolanum Forum e il Pala Alpitour ospitano le partite di basket e pallavolo.
- Stadio Steno Borghese (baseball)
- PalaLido (hockey su pista, pallamano, ginnastica e lotta)
- Pala Alpitour (hockey su ghiaccio)
- Velodromo Vigorelli (football americano)
- Campo da Cricket Massimo Falsetti (cricket)

## Costa d'Avorio
- Stadio Félix Houphouët-Boigny (calcio)
- Stadio Alassane Ouattara (calcio)

## Giamaica
- Parco dell'Indipendenza (calcio e atletica)
- Sabina Park (cricket)

## Giappone
- Ariake Coliseum (tennis)
- Tokyo Dome (baseball)
- Stadio Koshien (baseball)
- Stadio Nazionale (calcio e atletica)
- Stadio Internazionale di Yokohama (calcio)
- Stadio di rugby di Chichibunomiya (rugby a 15): la nazionale giapponese gioca le sue partite in diversi stadi del paese, ma lo stadio più utilizzato è Chichibunomiya, dove inoltre ha sede la federazione nazionale.
- Kokugikan ( Sumo)

## Giordania
- Stadio Internazionale di Amman (calcio)

## Kazakistan
- Astana Arena (calcio)

## Kenia
- Stadio nazionale di Nyayo (calcio, atletica e basket)
- Stadio Kasarani (calcio e atletica)

## Kiribati
- Stadio nazionale Bairiki (calcio)

## Repubblica di Corea
- Stadio Olimpico di Seul (atletica)
- Stadio della Coppa del Mondo di Seul (calcio)
- Gocheok Sky Dome (baseball)

## Repubblica Popolare Democratica di Corea
- Stadio Kim Il-sung (calcio e atletica)
- Stadio Rungnado May Day

## Kosovo
- Stadio Fadil Vokrri (calcio)
- Palazzo della Gioventù e dello Sport (basket)

## Kuwait
- Stadio internazionale Jaber Al-Ahmad (calcio)

## Kirghizistan
- Stadio Dolen Omurzakov (calcio e atletica)

## Lettonia
- Arēna Rīga (basket, hockey su ghiaccio e pallavolo)
- Nacionālais Stadions Daugava (calcio)

## Lesotho
- Stadio Setsoto (calcio e atletica)

## Libano
- Stadio sportivo Camille Chamoun City

## Liberia
- Complesso sportivo Samuel Kanyon Doe (calcio)

## Libia
- Stadio di Tripoli (calcio)

## Liechtenstein
- Stadio Rheinpark (calcio)

## Lituania
- Žalgiris Arena (basket)
- Stadio Darius e Girėnas (calcio) – dal 2022
- Stadio LFF (calcio) – di proprietà e gestito dalla Federazione calcistica lituana.
- Ippodromo di Utena (baseball)

## Lussemburgo
- Stade de Luxembourg (unione di calcio e rugby a 15)
- d'Coque (basket, pallamano e pallavolo)
- Centro sportivo Kockelscheuer (tennis)
- Campo da cricket Pierre Werner (cricket)

## Macao
- Stadio dei Giochi dell'Asia orientale di Macao (atletica leggera, basket e badminton)
- Stadio Campo Desportivo

## Malawi
- Stadio nazionale di Bingu (calcio e atletica)

## Malaysia
- Arena Nicol David (squash)
- Axiata Arena (badminton)
- Stadio Negara
- Stadio nazionale Bukit Jalil (calcio e atletica)
- Stadio nazionale di hockey (hockey su prato)

## Maldive
- Stadio nazionale di calcio (calcio)

## Mali
- Stade du 26 Mars (calcio e atletica)

## Malta
- Stadio Ta' Qali (calcio)
- Hibernians Ground (rugby a 15)

## Martinica
- Stade d'Honneur (calcio e atletica leggera)

## Mauritania
- Complexe Olympique de la République Islamique de Mauritanie (calcio)

## Mauritius
- Stadio Anjalay (calcio e atletica)
- Arsenal Football Ground (calcio)
- Stadio Auguste Vollaire (calcio e atletica)
- Complesso sportivo Bon Acceuil (badminton, jujutsu, karate e pallavolo)
- Glen Park Multi Sports Complex (calcio, badminton, basket, pallamano, karate, bocce, ping-pong e taekwondo)
- Stadio Harry Latour (calcio)
- Piscina Mare D'Albert (nuoto)
- Morcellement St Andre Football Ground (calcio)
- Centro nazionale di badminton (badminton)
- Centro Nazionale di Boxe (pugilato)
- Centro Nazionale di judo (judo, karate, savate e lotta)
- Centro nazionale di tennis da tavolo (tennis da tavolo)
- Centro Nazionale di Sollevamento Pesi ( sollevamento pesi olimpico)
- Centro Nazionale di Wrestling ( wrestling )
- Stadio New George V (calcio)
- Palestra Pandit Sahadeo (pallavolo)
- Piscina Pavillon (nuoto)
- Stadio Quartier Militaire (calcio)
- Piscina Rivière du Rempart (nuoto)
- Rose Belle Stadium (calcio e atletica)
- Complesso di allenamento polivalente Rose Hill (calcio, basket, pallamano, tennis e pallavolo)
- Piscina Serge Alfred (nuoto)
- Stadio Sir. R. Ghurburrun (calcio)
- Piscina Souvenir (nuoto)
- Stadio St François Xavier (calcio)
- Stade Germain Comarmond (calcio e atletica)
- Palestra di basket e pallamano (basket e pallamano)

## Messico
- Stadio Azteca (calcio)
- Stadio Olimpico Universitario (atletica leggera)
- Pista di pattinaggio Revolution (hockey su ghiaccio)
- Il Messico non ha uno stadio nazionale per il baseball o il basket. Le nazionali di baseball e basket del Messico giocano in diverse sedi sparse per il paese.

## Moldavia
- Stadio Zimbru (calcio)
- Complexul Sportiv Raional Orhei (rugby a 15)

## Principato di Monaco
- Stadio Louis II (calcio e atletica)
- Salle Gaston Médecin (basket, pallavolo, pallamano, judo, scherma, sollevamento pesi e ginnastica)
- Monte Carlo Country Club (tennis)

## Montenegro
- Stadio cittadino di Podgorica (calcio)

## Marocco
- La nazionale di calcio del Marocco gioca in cinque stadi diversi in tutto il Paese.
- Stade Mohammed V (calcio, atletica)
- Salle Mohammed V (pallavolo, basket, pallamano)
- Salle Moulay Abdellah (pallavolo, basket, pallamano)
- Stade Père Jégo (rugby a 15)

## Birmania
- Stadio Bogyoke Aung San
- Stadio Nazionale al Coperto (badminton)
- Stadio Thuwunna (calcio)
- Stadio sportivo Wunna Theikdi (calcio)

## Namibia
- Stadio dell'Indipendenza (atletica e football)
- Stadio Hage Geingob (rugby a 15)
- Wanderers Cricket Ground (cricket)

## Nepal
- Stadio Dasarath Rangasala (calcio e atletica)
- Stadio di Pokhara (polivalente)
- Stadio Sahid (calcio)
- NSC Covered Hall (basket e taekwondo)
- Campo da cricket internazionale dell'Università di Tribhuvan (cricket)

## Paesi Bassi
- Olympisch Stadion (atletica)
- La nazionale di calcio non ha uno stadio dedicato. Gioca in impianti sparsi in tutto il paese. Tuttavia, lo stadio più comunemente utilizzato è il  Johan Cruijff Arena di Amsterdam, sede dell'Ajax.
- Wagener Stadium (hockey su prato)
- VRA Cricket Ground (cricket)
- Thialf (pattinaggio di velocità su ghiaccio)
- Nationaal Rugby Centrum Amsterdam (rugby a 15)

## Nicaragua
- Stadio Dennis Martinez (baseball e football)

## Niger
- Stade Général Seyni Kountché (calcio e atletica leggera)

## Nigeria
- Stadio internazionale Godswill Akpabio (calcio e altri sport)
- Stadio nazionale Moshood Abiola (calcio e altri sport)
- Stadio nazionale di Lagos (calcio e altri sport)

## Norvegia
- Stadio Ullevaal (calcio)
- Bislett Stadion (atletica)
- Holmenkollen National Arena ( sci nordico e biathlon)

## Macedonia del Nord
- Toše Proeski Arena (calcio)

## Oman
- Complesso sportivo Sultan Qaboos (calcio)

## Pakistan
- Stadio nazionale di Karachi (cricket)
- Stadio Gheddafi, Lahore (cricket)
- Stadio del Punjab, Lahore (calcio)
- Stadio nazionale di hockey, Lahore (hockey su prato)

## Palau
- Stadio nazionale di Palau (PCC Palau Track & Field Stadium), (calcio e altri sport)

## Panama
- Estadio Nacional de Panamá (baseball)
- Estadio Rommel Fernández (calcio)

## Papua Nuova Guinea
- Stadio Sir Hubert Murray (rugby a 13, calcio)

## Paraguay
- Estadio Defensores del Chaco (calcio)

## Perù
- Estadio Nacional (Lima) (calcio e atletica)

## Filippine
- Complesso sportivo commemorativo Rizal
  - Stadio di baseball Rizal Memorial (baseball)
  - Rizal Memorial Coliseum (basket e altri sport al coperto)
  - Rizal Memorial Stadium (atletica, football)
- Stadio di atletica di New Clark City (atletica)

## Polonia
- Stadio nazionale Kazimierz Górski (calcio) - stadio di casa della nazionale maschile di calcio polacca.
- Stadio di Danzica (calcio) - stadio di casa della nazionale di calcio femminile polacca.
- Stadio Śląski (calcio) - questo stadio è stato precedentemente designato dalla Federazione calcistica polacca come stadio nazionale ufficiale della nazionale maschile di calcio polacca.
- Narodowy Stadion Rugby, stadio nazionale di rugby
- Torwar Hala Sportowo-Widowiskowa (judo)
- Torwar II Lodowisko (pattinaggio artistico)

## Portogallo
- La nazionale di calcio del Portogallo gioca solitamente in stadi diversi in tutto il paese.
- Estádio do Jamor (calcio e atletica). Tuttavia, la nazionale di calcio gioca molto raramente lì.
- Estádio Universitário de Lisboa (rugby a 15)
- Campo Centrale di Estoril (tennis)
- Altice Arena (calcio a 5, hockey su pista, basket, pallamano e pallavolo)

## Porto Rico
- Stadio Hiram Bithorn, San Juan, uno stadio di baseball

## Qatar
- Stadio Jassim bin Hamad (calcio)
- Stadio Internazionale Khalifa (calcio)

## Romania
- Arena Națională (calcio)
- Stadionul Național de Rugby (rugby a 15) - La nazionale gioca occasionalmente partite in altri stadi del paese, ma la stragrande maggioranza delle partite si tiene qui.

## Russia
- Stadio Luzhniki (calcio e atletica)

## Ruanda
- Stadio Nazionale Amahoro (calcio)
- Kigali Arena (basket)

## Saint Kitts e Nevis
- Warner Park Sporting Complex (cricket e calcio)

## Santa Lucia
- Stadio George Odlum (calcio e atletica)

## Saint Vincent e Grenadine
- Stadio Arnos Vale (cricket e calcio)

## San Marino
- Stadio di San Marino (calcio)
- Stadio di Baseball di Serravalle (baseball)

## Serbia
- Stadio Partizan (calcio)
- Stadio della Stella Rossa (calcio)
- Arena di Belgrado (basket)

## Singapore
- Stadio Nazionale (calcio, atletica)
- Stadio Jalan Besar (calcio)

## Slovacchia
- Aegon Arena (tennis)
- Stadio nazionale di calcio (calcio)
- Ondrej Nepela Arena (hockey su ghiaccio)

## Slovenia
Non esiste uno stadio o un'arena nazionale ufficiale. Gli eventi internazionali si svolgono solitamente nello stadio o nell'arena più grande del paese.
- Stadio Stožice (calcio)
- Arena Stožice (basket, hockey su ghiaccio, pallamano, pallavolo)

## Somalia
- Eng. Yariisow Stadium (calcio)
- Stadio di Mogadiscio

## Spagna
- La nazionale di calcio spagnola gioca solitamente in stadi diversi in tutto il paese.
- Estadio de La Cartuja (finali di coppa di calcio dal 2020)
- Palacio de Deportes de la Comunidad de Madrid (basket e pallamano)
- Caja Mágica (tennis)
- Estadio Nacional Complutense (rugby a 15)

## Sierra Leone
- Stadio Nazionale (calcio e atletica)

## Sudafrica
Le nazionali di calcio, rugby e cricket giocano tutte in vari stadi in tutto il Sudafrica. Tuttavia, questi di fatto sono gli stadi nazionali:
- Soccer City, Johannesburg (calcio)
- Newlands, Città del Capo (rugby a 15)
- The Wanderers, Johannesburg (cricket)
- Randburg Astroturf (hockey su prato)
- Loftus Versfeld, Pretoria (rugby a 15)

## Suriname
- André Kamperveen Stadion (calcio)

## Svezia
- Strawberry Arena (calcio maschile)
- Gamla Ullevi (calcio femminile)
- 3Arena (football americano, speedway)
- Stockholms Stadion (atletica leggera)
- Ericsson Globe (hockey su ghiaccio)
- Lugnet (sci nordico)
- Area sciistica di Åre (sci alpino)
- Stadio dello sci di Östersund (biathlon)
- Stadium Arena (basket)
- Nya Örvallen (baseball)
- Eriksdalsbadet (nuoto)

## Svizzera
Poiché la Svizzera ha un forte orientamento federalista, nella maggior parte degli sport non esistono stadi nazionali.
- La squadra svizzera di Coppa Davis (tennis) gioca la maggior parte dei suoi incontri al Palexpo di Ginevra.

## Siria
- Stadio Internazionale di Aleppo (calcio)

## Taiwan
- World Games Stadium (calcio e atletica)

## Tagikistan
- Stadio Pamir (calcio e atletica)

## Tanzania
- Stadio Benjamin Mkapa (calcio e atletica)

## Thailandia
- Stadio Rajamangala (calcio e atletica)
- Stadio Nazionale (Thailandia) (calcio e atletica)

## Togo
- Stadio di Kégué (calcio)

## Trinidad e Tobago
- Stadio Hasely Crawford (calcio e atletica)

## Turchia
- Stadio Olimpico Atatürk (calcio e atletica)

## Turkmenistan
- Stadio Olimpico (calcio e atletica)

## Tunisia
- Stadio Olimpico di Rades (calcio e atletica leggera)
- Stade El Menzah (calcio)
- Stadio Mustapha Ben Jannet (calcio)
- Salle Omnisport de Rades (basket), (pallamano) e (pallavolo)

## Uganda
- Stadio nazionale Mandela (calcio e atletica)

## Ucraina
- Complesso sportivo nazionale Olimpiysky (calcio e atletica)

## Emirati Arabi Uniti
- Centro tennistico internazionale di Abu Dhabi (tennis)
- Stadio Al Maktoum (calcio)
- Stadio Al Nahyan (calcio)
- Stadio Hazza bin Zayed (calcio)
- Stadio Maktoum bin Rashid Al Maktoum (calcio)
- Stadio Mohammed bin Zayed (calcio)
- Stadio Zabeel (calcio)
- Stadio Zayed Sports City (calcio)

## Regno Unito
Gli sport di squadra nel Regno Unito sono spesso governati da organismi che rappresentano le nazioni di origine di Inghilterra, Scozia, Galles e Irlanda del Nord, con alcuni sport organizzati su base All-Ireland. Negli eventi sportivi internazionali, questi sport non sono disputati da una squadra che rappresenta il Regno Unito, ma da squadre che rappresentano le singole nazioni di origine e di conseguenza esistono stadi nazionali separati per molti sport.
- Stadio di Londra (atletica)
- Centro nazionale di prestazioni di basket (basket)
- Campo centrale di Wimbledon (tennis)
- Circuito di Silverstone (sport motoristici)

### Inghilterra

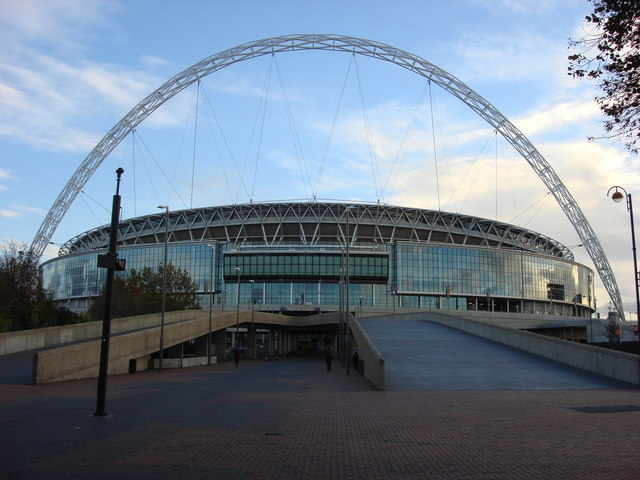
Stadio di Wembley a Londra, Inghilterra

- Stadio di Wembley (calcio)
- Twickenham (rugby a 15)

### Scozia
- Hampden Park (calcio)
- Murrayfield (rugby a 15)
- The Grange (cricket)

### Galles
- Millennium Stadium (rugby a 15, calcio)
- Stadio della città di Cardiff (calcio)
- Giardini di Sophia (cricket)

### Irlanda del Nord
- Windsor Park (calcio)

Per altri sport, vedere Irlanda

### Inghilterra e Galles
- Lord's (cricket)

## Stati Uniti
La maggior parte degli sport più popolari negli Stati Uniti non si svolgono in un unico stadio nazionale, ma gli incontri più importanti si svolgono a rotazione tra vari siti neutrali.
- La Federazione di hockey su ghiaccio degli Stati Uniti d'America ha designato alcuni stadi di casa per alcune delle sue squadre. Le nazionali maschili Under 17 e Under 18 giocano le partite casalinghe alla USA Hockey Arena di Plymouth, Michigan. La nazionale di hockey su slitta si allena al Tim Hortons Iceplex di Brighton, New York, e gioca la maggior parte delle sue partite casalinghe al LECOM Harborcenter di Buffalo, New York; quest'ultimo ha ospitato anche numerosi altri eventi di USA Hockey.
- Howard J. Lamade Stadium (Little League Baseball) - Il Lamade Stadium è lo stadio principale delle Little League World Series, ospitando ogni anno la finale. È uno dei due stadi del complesso della sede centrale della Little League a South Williamsport, in Pennsylvania, che ospita permanentemente le LLWS, insieme al Volunteer Stadium.
- Augusta National Golf Club (golf maschile): Augusta è la sede del Masters, l'unico dei tre principali tornei di golf maschile degli Stati Uniti a svolgersi sempre nella stessa sede; sia l' US Open che il PGA Championship si svolgono in sedi variabili.
- Mission Hills Country Club (golf femminile): Mission Hills ospita l'ANA Inspiration, uno dei tre principali tornei di golf femminile negli Stati Uniti a svolgersi sempre nella stessa sede; sia l' US Women's Open che il Women's PGA Championship si svolgono in sedi diverse.
- Arthur Ashe Stadium (tennis) - stadio principale dell'unico torneo di tennis statunitense, l' US Open. Lo stadio è il fulcro di un complesso noto come USTA Billie Jean King National Tennis Center.
- Le corse automobilistiche, sebbene le loro principali competizioni siano entrambe su circuiti turistici, presentano gare di punta su veri e propri circuiti nazionali: l'Indianapolis Motor Speedway per le corse a ruote scoperte, il Circuit of the Americas per la Formula Uno e il Daytona International Speedway per le corse di stock car.
- Churchill Downs e Belmont Park (corse di cavalli): entrambi gli ippodromi ospitano una tappa della Tripla Corona delle corse di cavalli purosangue americane, ed entrambi hanno ospitato la corsa più importante al di fuori della Tripla Corona, la Breeders' Cup Classic, che fa parte dell'evento Breeders' Cup che si tiene annualmente in sedi rotanti. (pimlico, sede dell'altra tappa della Tripla Corona, non ha mai ospitato la Breeders' Cup)
- La nazionale di calcio statunitense non ha uno stadio o un'arena dedicati e gioca in diverse sedi in tutto il paese per scopi espositivi o tornei. Tuttavia, 21 partite si sono svolte allo stadio RFK di Washington, DC, la capitale, più di qualsiasi altro stadio del paese, il che ha portato a ipotizzare che l'RFK Memorial fosse di fatto lo stadio nazionale prima della sua chiusura nel 2019.[11]  Anche la nazionale di calcio femminile non ha una sede dedicata.
- Lo USA Softball Hall of Fame Stadium ospita le squadre nazionali maschili e femminili, nonché la sede centrale della USA Softball.

## Uruguay
- Stadio Centenario (calcio)
- Estadio Charrúa (rugby a 15)

## Uzbekistan
- Milliy Stadium (calcio)
- Stadio centrale di Pakhtakor (calcio)

## Città del Vaticano
Stadio Petriana (calcio) - Poiché Città del Vaticano non ha abbastanza territorio per ospitare uno stadio sportivo, lo Stadio Petriana è di fatto situato entro i confini italiani.

## Venezuela
- Estadio Polideportivo de Pueblo Nuevo (calcio)

## Vietnam
- Stadio Nazionale Mỹ Đình (calcio)

## Zambia
- Stadio degli Eroi Nazionali (calcio)

## Zimbabwe
- Stadio nazionale degli sport (calcio, rugby a 15e atletica)